# Syrphoctonus melanogaster
Syrphoctonus melanogaster là một loài tò vò trong họ Ichneumonidae.